# Flavigny, Cher

Flavigny este o comună în departamentul Cher, Franța. În 1 ianuarie 2022 avea o populație de 156 de locuitori.